# Bisdom Gilba
Gilba (Latijn: Diocesis Gilbensis ) is de hoofdstad van een historisch bisdom in het Romeinse Rijk in de provincie Numidië. Het werd opgeheven in de 7e eeuw, tijdens de islamitische expansie. Tegenwoordig ligt het in Noord-Algerije en fungeert het als een katholiek titulair bisdom.

## Titulaire bisschoppen
| Nee. | Bisschop                     | Functie                                                   | Van              | Omlaag          |
| ---- | ---------------------------- | --------------------------------------------------------- | ---------------- | --------------- |
| 1    | Joseph Mark Gopu             | gepensioneerd bisschop van Pondicherry ( India )          | 8 juli 1948      | 8 januari 1953  |
| 2    | Honoré Marie Van Waeyenbergh | Hulpbisschop van Mechelen ( België )                      | 1 september 1954 | 19 juli 1971    |
| 3    | Príamo Tejeda                | Hulpbisschop van Santo Domingo ( Dominicaanse Republiek ) | 10 mei 1975      | 8 november 1986 |
| 4    | Joseph Lafontant             | Hulpbisschop van Port-au-Prince ( Haïti )                 | 25 november 1986 |                 |